# Peqin (stad)
Peqin ([pɛcin]; bepaalde vorm: Peqini) is een stad ( bashki) in Centraal-Albanië. De stad telt 26.000 inwoners (2011) en ligt in de prefectuur Elbasan.
De stad ligt op de noordelijke oever van de Shkumbinrivier, aan de verbindingsweg tussen de prefectuurshoofdsteden Durrës in het westen en Elbasan in het oosten.

## Bestuurlijke indeling
Administratieve componenten (njësitë administrative përbërëse) na de gemeentelijke herinrichting van 2015 (inwoners tijdens de census 2011 tussen haakjes):
Gjocaj (5207) • Karinë (1350) • Pajovë (6626) • Peqin (6353) • Përparim (3423) • Shezë (3177).
De stad wordt verder ingedeeld in 51 plaatsen: Algjinaj, Arven, Bardhas, Bicaj, Bishqem Fushë, Bishqem, Blinas, Bregas, Cacabej, Caushaj, Çelhakaj, Çengelaj, Çopanaj, Drangaj, Fatish, Galush, Garunjë e Madhe, Garunjë e Paprit, Garunjë e Vogël, Gjevur, Gjocaj, Gryksh i Madh, Gryksh i Vogël, Hasmashaj, Hasnjok, Haspiraj, Karinë, Karthnekë, Katesh, Kazije, Kodras, Kurtaj, Lazarej, Leqit, Lisnajë, Lolaj, Pajovë, Paulesh, Pekisht, Peqin, Përparim, Progër, Rozejë, Rumbullak, Sallbegaj, Shezë e Madhe, Shezë e Vogël, Sinametaj, Trash, Uruçaj, Vashaj.

## Bezienswaardigheden
De funderingen van het Kasteel van Peqin (Kalaja e Peqinit) dateren van de Romeinse periode. De burcht werd herbouwd en uitgebreid onder de Ottomanen. Ook de moskee (Xhamia e Peqinit) en de klokkentoren (Kulla e Sahatit), die in het centrum van de stad naast elkaar staan, dateren van het Ottomaanse tijdperk.

## Sport
Voetbalclub KS Shkumbini Peqin speelt in de Kategoria Superiore, de hoogste nationale klasse van Albanië. Het Fusha Sportive Peqin, waar het team zijn thuiswedstrijden afwerkt, heeft een capaciteit van 5000 plaatsen.

## Geboren
- Hekuran Isai (1933-2008), minister van Binnenlandse Zaken

Belsh · Berat · Bulqizë · Cërrik · Delvinë · Devoll · Dibër · Dimal · Divjakë · Dropull · Durrës · Elbasan · Fier · Finiq · Fushë-Arrëz · Gjirokastër · Gramsh · Has · Himarë · Kamëz · Kavajë · Këlcyrë · Klos · Kolonjë · Konispol · Korçë · Krujë · Kuçovë  · Kukës · Kurbin · Lezhë · Libohovë · Librazhd · Lushnjë · Malësi e Madhe · Maliq · Mallakastër · Mat · Memaliaj · Mirditë · Patos · Peqin  · Përmet · Pogradec · Poliçan · Prrenjas · Pukë · Pustec · Roskovec · Rrogozhinë · Sarandë · Selenicë · Shijak · Shkodër · Skrapar · Tepelenë · Tirana · Tropojë · Vau i Dejës · Vlorë · Vorë

Deelgemeenten · Gemeenten · Prefecturen